# Angiografie

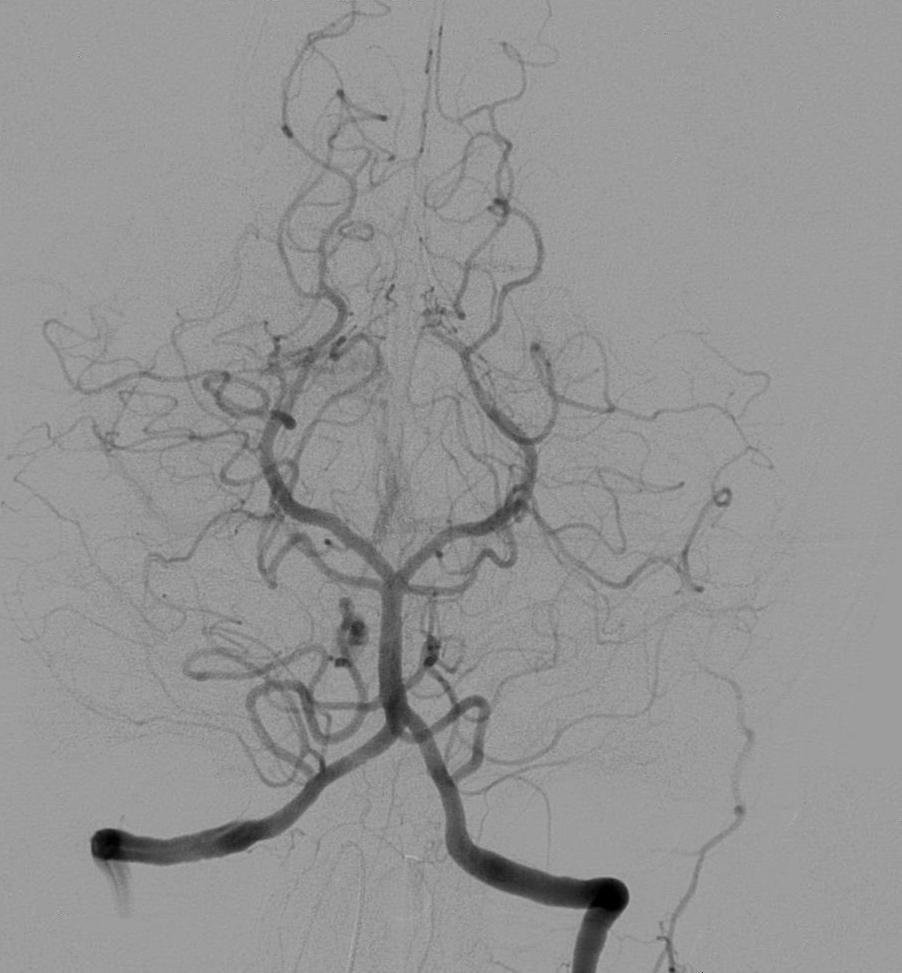
Angiogram van de cirkel van Willis

Angiografie is een afbeeldingstechniek in de geneeskunde, waarbij bloedvaten en hartkamers met behulp van contraststof worden afgebeeld met röntgenfoto's. De afbeelding die ontstaat heet angiogram. De naam komt van de Oudgriekse woorden ἀγγεῖον, angeion, vat en γράφω, grápho, schrijven. Angiografie betekent letterlijk afbeelding van bloedvaten.
De Portugese neuroloog Egas Moniz heeft de techniek in 1927 ontwikkeld. Hij was ook operacomponist. De eerste toepassingen waren vooral gericht op indirecte lokalisatie van bloeduitstortingen en hersentumoren onder het hersenvlies. Deze toepassing was met de komst van de computertomografie in 1971 en de magnetic resonance imaging in 1980 niet meer nodig, omdat met deze apparatuur tumoren kunnen worden bekeken, maar voor andere toepassingen wordt angiografie nog wel gebruikt, bijvoorbeeld bij dotteren. De cirkel van Willis kan met angiografie zichtbaar worden gemaakt.